# Dominik Kaufner
Dominik Alexander Kaufner (* 1983 in Mainburg) ist ein Gymnasiallehrer und rechtsextremer Politiker der Alternative für Deutschland (AfD).

## Leben
Dominik A. Kaufner studierte in Berlin. Seit dem Studium gehört er der Berliner Burschenschaft Gothia an und ist heute Alter Herr. Er promovierte an der Universität Regensburg in der Geschichtswissenschaft; seine Doktorarbeit lautete: „Kloster, Stadt und Umland: wirtschaftliche, memoriale und personelle Verflechtungen der Benediktinerabtei St. Emmeram in Regensburg“. Kaufner ist Vater von drei Söhnen und lebt in Dallgow-Döberitz.

## Politik
Kaufner war kurzzeitig Mitglied der CSU und trat 2013 als Fördermitglied, 2014 sodann als volles Mitglied in die AfD ein. Seit Dezember 2018 ist er Stellvertretender Vorsitzender des AfD-Kreisvorstands Havelland und wurde später zum Kreisvorsitzenden befördert. Er trat bei der Landtagswahl in Brandenburg 2019 erfolglos im Landtagswahlkreis Havelland I und bei der Bundestagswahl 2021 erfolglos im Bundestagswahlkreis Prignitz – Ostprignitz-Ruppin – Havelland I an. Bei der Landtagswahl 2024 verpasste er erneut das Direktmandat für den Landtagswahlkreis Havelland I, zog aber über die Landesliste in den Landtag ein. Im Januar 2025 kandidierte Kaufner erfolglos für den Vorsitz des Ausschusses für Bildung, Jugend und Sport.

## Belege
1. ↑  Igor Göldner: Bildungsausschuss-Vorsitz für AfD? Proteste gegen geplante Wahl. 13. Januar 2025, abgerufen am 13. Mai 2025.
2. ↑  Dominik A. Kaufner: Kloster, Stadt und Umland: wirtschaftliche, memoriale und personelle Verflechtungen der Benediktinerabtei St. Emmeram in Regensburg (975-1326) (= Schriftenreihe zur bayerischen Landesgeschichte). Verlag C.H. Beck, München 2019, ISBN 978-3-406-10787-0 (worldcat.org [abgerufen am 26. September 2024]).
3. 1 2  Märkische Allgemeine Zeitung: Gymnasiallehrer aus Dallgow will für die AfD in den Landtag. 29. Juli 2019, abgerufen am 26. September 2024.
4. ↑  Jens Wegener: Wahlkreis Havelland I: Johannes Funke (SPD) gewinnt Direktmandat. 22. September 2024, abgerufen am 26. September 2024.
5. ↑  AfD-Politiker Kaufner fällt bei Wahl für Vorsitz im Bildungsausschuss durch. 16. Januar 2025, abgerufen am 24. Februar 2025.

| Personendaten    | Personendaten                                 |
| ---------------- | --------------------------------------------- |
| NAME             | Kaufner, Dominik                              |
| ALTERNATIVNAMEN  | Kaufner, Dominik Alexander                    |
| KURZBESCHREIBUNG | deutscher Gymnasiallehrer und Politiker (AfD) |
| GEBURTSDATUM     | 1983                                          |
| GEBURTSORT       | Mainburg                                      |